# Diocèse de San Marco Argentano-Scalea
Le diocèse de San Marco Argentano-Scalea (en latin : Dioecesis Sancti Marci Argentanensis-Scaleensis) ; en italien : Diocesi di San Marco Argentano-Scalea) est un diocèse de l'Église catholique en Italie, suffragant de l'archidiocèse de Cosenza-Bisignano et appartenant à la région ecclésiastique de Calabre.

## Territoire
Il est situé dans une partie de la province de Cosenza, les autres parties de cette province étant partagées par les archidiocèses de Cosenza-Bisignano et Catanzaro-Squillace, le diocèse de Cassano allo Ionio et l'éparchie de Lungro. Son territoire a une superficie de 1 142 km2 divisé en 64 paroisses regroupées en 3 archidiaconés. L'évêché est à San Marco Argentano où se trouve la cathédrale Saint-Nicolas. À San Sosti, se trouve le sanctuaire de Notre Dame de Pettoruto (it).

## Histoire
L'origine du diocèse de San Marco en Calabre est incertaine et controversée. Un débat animé entre historiens au cours de la seconde moitié du siècle dernier a mis en évidence deux hypothèses distinctes sur la naissance du diocèse, chacune étayée par des preuves irréfutables.
La première thèse, soutenue par un historien local, Francesco Russo , est toujours soutenue aujourd'hui par Luigi Gazzaneo, archiviste du diocèse, et par l'auteur sur le diocèse de l'ouvrage collectif Le diocesi d'Italia. Leurs études montrent que le diocèse de San Marco est érigé par Robert Guiscard après 1065 et avant sa mort en 1085 ; Le premier évêque documenté est Godoino, Argentanae urbis archiepiscopus, présent à Bari pour la translation des reliques de saint Nicolas de Myre en 1087 ; seulement plus tard, vers la fin du XIIe siècle ou peut-être au début du XIIIe siècle, le diocèse de Malvito, dont les évêques sont encore documentés tout au long du XIIe siècle, est supprimé et son territoire annexé à celui de San Marco.
La deuxième thèse est l'hypothèse traditionnelle, déjà soutenue par le Barrio en 1570, reprise par Ferdinando Ughelli au XVIIe siècle, réaffirmée au début du XXe siècle par Paul Fabre et Jules Gay, et finalement soutenue en 1975 par Emanuele Conti dans les pages du magazine Archives historiques pour la Calabre et la Lucanie, par
Paul Fridolin Kehr (de), et par l'auteur sur le diocèse de Malvito dans l'œuvre Les diocèses d'Italie. Selon ces auteurs, le diocèse de San Marco est l'héritier du diocèse de Malvito. Celui-ci est mentionné parmi les suffragants de l'archidiocèse de Salerne, dans une bulle du pape Jean XV de 989, qui délimite la province ecclésiastique de Salerne nouvellement créée ; Cette suffragance est confirmée à plusieurs reprises par des papes successifs jusqu’à 1058. Les noms de certains évêques de Malvito sont connus : Lorenzo en 1065, Gualtiero I en 1087, Pietro en 1122 et Gualtiero II en 1144, qui transfère plus tard le siège à San Marco, mettant ainsi fin au diocèse de Malvito.
Le diocèse de San Marco est érigé par les Normands qui font fait de la ville lombarde le centre de leurs opérations militaires pour la conquête de la vallée de la Crati (1048-1085). L'église de San Nicola devient la cathédrale du diocèse, déjà connue dès 1087, année où elle est concédée avec ses dépendances par le duc Roger Borsa à l'évêque de Malvito, Gualtiero I.
Près de San Marco se trouvait l'importante abbaye de Santa Maria della Matina (it) de l'ordre de Saint Benoît, fondée vers 1060 et immédiatement placée sous la protection du Saint-Siège. Outre les bénédictins de Matina, le diocèse comprenait deux autres abbayes, celle de San Sozonte et celle communément appelée le cenobio di Buonvicino, fondée par saint Cyriaque. À la fin du XVIIIe siècle, on compte également dix-huit monastères, dont celui des frères mineurs de San Marco Argentano, fondé par Pietro Cathin, disciple de saint François d'Assise. 
En 1479, le duc de San Marco, Geronimo Sanseverino, accorde à la mense épiscopale de San Marco, la juridiction civile et d'autres droits féodaux sur Mongrassano, hameau repeuplé par des réfugiés albanais. À partir de ce moment, les évêques du diocèse peuvent s'honorer du titre de barons de Mongrassano. Les évêques Coriolano Martirano, Fabrizio Landriano et Guglielmo Sirleto, participent aux séances du concile de Trente. L'évêque Giovanni Antonio Grignetta crée le séminaire diocésain en 1580, et un peu plus tard, le premier synode est inauguré par l'évêque Giovan Battista Indelli en 1627.
Le 27 juin 1818, par la bulle De Utiliori du pape Pie VII, San Marco, qui est vacant depuis huit ans, est uni aeque principaliter au diocèse de Bisignano.
Après la période napoléonienne et de longues périodes de vacance, le diocèse doit avant tout être reconstruit. Cette tâche importante est confiée à Mgr Felice Greco (1824-1840): il restaura les cathédrales, les épiscopes et les séminaires et construisit à ses frais le sanctuaire de Pettoruto , centre de la dévotion mariale dédiée à la Nativité de la Vierge. Dans la seconde moitié du XIXe siècle, Mgr Livio Parladore travaille pendant 39 ans. Il reconstruit les structures diocésaines après deux tremblements de terre qui ébranlent les deux sièges épiscopaux et participe au premier concile œcuménique du Vatican où il prononce un discours en faveur du dogme de l'infaillibilité pontificale.
En 1834, le diocèse s'agrandit en incorporant le territoire de Cetraro, qui était jusque-là sous la juridiction de l'abbaye territoriale du Mont-Cassin. Le 4 avril 1979, en vertu de la bulle Quo aptius, le pape Jean-Paul II met fin à l'union avec Bisignano ; le territoire du vicariat de Scalea, qui appartenait au diocèse de Cassano allo Ionio, est uni au diocèse qui prend son nom actuel. Le 22 octobre 1994, par la lettre apostolique Sanctus Marcus, le pape Jean-Paul II confirme que saint Marc l'évangéliste est le patron du diocèse. Le dernier changement territorial remonte au 10 novembre 1997, lorsque les paroisses d'Acquappesa, Intavolata et Guardia Piemontese sont unies au diocèse, lesquelles était soumises à l'archidiocèse de Cosenza-Bisignano.
Le 30 janvier 2001, le diocèse, qui était immédiatement soumis au Saint-Siège depuis ses origines, devient une partie de la province ecclésiastique de l'archidiocèse de Cosenza-Bisignano par la bulle Maiori Christifidelium du pape Jean-Paul II.

## Sources
- « Diocese of San Marco Argentano-Scalea », sur www.catholic-hierarchy.org